# Ewald Drathen
Ewald Theodor Drathen (* 22. März 1901 in Aldegund; † 14. Dezember 1993 in Alf) war ein deutscher Weingroßhändler, Weingutsbesitzer und Politiker (Zentrum, CDU).

## Leben
Im Jahr 1917 begann Drathen, dessen Vorfahren aus den Niederlanden über Linz am Rhein an die Mosel kamen, nach Ablegung der Mittleren Reife eine Ausbildung in der väterlichen Weingroßhandlung. Nach dem Studium an der Handelshochschule Köln, die er als Diplom-Kaufmann verließ, trat er 1924 in die Weingroßhandlung seines Vaters ein; drei Jahre später eröffnete Drathen seinen eigenen Handel. 1929 heiratete er Beate Kemper (1910–1997); das Paar bekam sechs Kinder.
Zwischen 1929 und 1969 war Drathen Mitglied des Gemeinderats von Alf. Bis 1934 war der Zentrumspolitiker Mitglied im Kreisausschuss des Landkreises Zell tätig. Durch die Zeit des Nationalsozialismus nicht vorbelastet, leitete er im Frühjahr 1947 die Gründungsversammlung der CDU Zell, deren Vorsitzender er bis etwa 1951 blieb. Ende 1945 wurde Drathen zum Ersten Kreisdeputierten des Landkreises, 1948 schließlich in den Kreistag gewählt, dem er vier Jahre lang angehörte. Seit November 1946 war Drathen Mitglied der CDP/CDU-Fraktion in der Beratenden Landesversammlung von Rheinland-Pfalz, die bis zum 18. Mai 1947 die Landesverfassung ausarbeitete. Nach den Landtagswahlen im Mai 1947 und April 1951 konnte der Moselaner in der ersten und zweiten Wahlperiode ins Landesparlament einziehen, dem er bis Mai 1955 angehörte.
1946 war Drathen Vorsitzender des „Verbandes der Weinhändler und Weinkommissionäre im Regierungsbezirk Koblenz“, außerdem Vorsitzender der „Arbeitsgemeinschaft der Weinhandelsverbände“ sowie Vorsitzender des „Verbandes der Weinkellereien Mosel-Saar-Ruwer“, dessen Ehrenvorsitzender er 1970 wurde. Zudem war er Ehrenmitglied des „Bundesverbandes des Deutschen Wein- und Spirituosenhandels“. Des Weiteren engagierte er sich als langjähriges Mitglied der IHK-Vollversammlung und hatte bis zu seinem Tod den stellvertretenden Vorsitz des Pfarrverwaltungsrates der Gemeinde Alf inne.
Im Jahr 1978 informierten Ewald Drathen und sein Sohn Hans die Staatskanzlei Rheinland-Pfalz unter CDU-Ministerpräsident Bernhard Vogel über Weinpanscherei im Weinbaugebiet Mosel; als „allgemeine Verdächtigungen“, die dem Ruf der gesamten Branche schadeten, gingen auch weitere Informationsschreiben an Weinbau‑ und Justizministerium in den folgenden Jahren unter. Erst 1982 wurden von der Justiz – durch weitere Beschuldigungen begünstigt – Ermittlungen aufgenommen, die im Februar 1989 zum Prozess gegen die beteiligten Winzer führten.
1957 wurde er von Kardinal-Großmeister Nicola Kardinal Canali zum Ritter des Päpstlichen Ritterordens vom Heiligen Grab zu Jerusalem ernannt und am 7. Dezember 1957 in Köln durch Lorenz Jaeger, Großprior der deutschen Statthalterei, investiert. Er gehörte der Komturei Trier an. Er war Komtur des Ordens.
Er war mit Beate Kemper verheiratet; aus der Ehe gingen fünf Kinder hervor.

## Auszeichnungen
- 1957: Ritterschlag zum Ritter vom Heiligen Grab zu Jerusalem
- 1971: Großes Bundesverdienstkreuz des Verdienstordens der Bundesrepublik Deutschland